# Agrostis griffithiana
Agrostis griffithiana là một loài thực vật có hoa trong họ Hòa thảo. Loài này được (Hook.f.) Bor mô tả khoa học đầu tiên năm 1960.